# Кармаков, Владимир Васильевич
Владимир Васильевич Кармаков (р. 21 марта 1951, Владивосток, Приморский край, РСФСР) — советский и казахстанский государственный деятель. Бывший Министр энергетики и угольной промышленности Республики Казахстан 1994-1995.

## Биография
Окончил Одесское высшее инженерное морское училище (1973), инженер-механик.
- В 1973–1976 гг. – судовой механик Каспийского морского пароходства;
- в 1976–1990 гг. – на энергетических предприятиях Минэнерго Казахской ССР: старший инженер, начальник теплотехнической службы РЭУ «Кустанайэнерго», начальник котельного цеха Кзыл-Ординской ТЭЦ-6; главный инженер Рудненской ТЭЦ (г. Рудный); главный инженер, директор предприятия «Тепловые сети»; главный инженер ПО энергетики и электрификации Кустанайэнерго;
- в 1990–1992 гг. – в коммерческих структурах Кустаная;
- в 1992–1994 гг. – первый заместитель главы администрации Кустанайской области;
- в 1994–1997 гг. – первый заместитель министра, министр энергетики и угольной промышленности Республики Казахстан;
- в 1997–1998 гг. – заместитель главного инженера по техническому перевооружению и реконструкции ОАОЭиЭ «Челябэнерго»;
- с 1998 г. – директор обособленного структурного подразделения «Инженерно-диагностический центр» (филиала АО «Челябэнерго»).[1]